# Flaškinet
Flaškinet je české hudební duo hrající ve složení skleněné lahve (Ondřej Hrách) a kytara (Jakub Šmaus). Díky neobvyklému lahvovému nástroji se údajně jedná o světově unikátní hudební projekt. Duo Flaškinet je držitelem rekordu zapsaného v České knize rekordů. V českém showbyznysu působí od roku 2013 a kromě různých typů kulturních akcí se objevuje také v médiích; upozornilo na sebe například vystoupením v rámci Studia Ligy mistrů na ČT sport v roce 2016.
Lahvový nástroj, autory rovněž nazývaný „flaškinet“ (zde s malým počátečním písmenem), tvoří 23 skleněných lahví různých typů a velikostí, naplněných různým množstvím vody. Každá lahev je naladěna tak, aby při úderu vydávala jiný tón než ostatní – díky tomu je možné na tento nástroj zahrát téměř libovolnou melodii, podobně jako na jiné melodické nástroje. V duu Flaškinet jsou lahve rozezvučovány pomocí úderů dřevěnými vařečkami, což vytváří specifický „cinkavý“ zvuk podobný xylofonu.